# Ragoli
Ragoli är en ort och frazione i kommunen Tre Ville i provinsen Trento i regionen Trentino-Sydtyrolen i Italien. 
Ragoli upphörde som kommun den 1 januari 2016 och bildade med de tidigare kommunerna Montagne och Preore den nya kommunen Tre Ville. Den tidigare kommunen hade 821 invånare (2015).